# Patrera ruber
Patrera ruber är en spindelart som först beskrevs av F. O. Pickard-Cambridge 1900.  Patrera ruber ingår i släktet Patrera och familjen spökspindlar. Inga underarter finns listade i Catalogue of Life.